# 衛生司令部管区
衛生司令部管区（えいせいしれいぶかんく、ドイツ語: Sanitätskommando, 略称：SanKdo）は、ドイツ連邦軍の救護業務軍救護指揮司令部隷下の師団級コマンドで軍管区の一形態でもある。衛生司令部管区は4個が編制され、同様に4個が編制されている防衛管区司令部と管轄地域が同一となっている。

## 歴史
衛生司令部管区はドイツ連邦軍の衛生制度改革の一環で2001年10月1日に編成される。連邦軍各軍が保有していた衛生機関の大半は閉鎖され、新たに救護業務軍の下で衛生機関は再編成された。これにより国内外に展開する将兵達に対して効果的な衛生環境を提供する。

## 編制

### 第1衛生司令部管区（北）

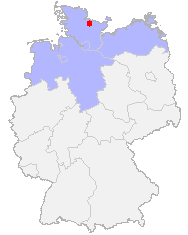
第1衛生司令部管区の管轄地域と司令部所在地

管轄連邦州はシュレースヴィヒ＝ホルシュタイン州、ニーダーザクセン州、メクレンブルク＝フォアポンメルン州、ブレーメン州、ハンブルク特別市。
- 司令部　在キール
- ハンブルク連邦軍病院
- ヴェスターシュテーデ連邦軍病院
- 第11野戦病院連隊　在ゼート
- 専門医療センター（6箇所。ハノーファー、キール、ミュンスター、ロストック、ゼードルフ、ヴィルヘルムスハーフェン）
- 衛生センター（24箇所。アルト・ドゥヴェンシュテット、ボオシュテット、ブレーマーハーフェン、ビュッケブルク、デルメンホルスト、エッカーンフェルデ、ファスベルク、フレンスブルク、ハンブルク、フースム、ケリングフーゼン、クラーマーホフ、クロップ、ラーゲ (ドイツ)、リューネブルク、ニーンブルク/ヴェーザー、ノルトホルツ、ポルン、ローテンブルク (ヴュンメ)、シュヴァネヴェーデ、シュヴェリーン、トルゲロー、トロレンハーゲン、ヴィットムント、ヴンストルフ）
- クヴァーケンブリュック衛生資材補給整備センター

### 第2衛生司令部管区（西）

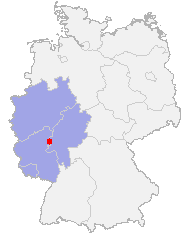
第2衛生司令部管区の管轄地域と司令部所在地

管轄連邦州はノルトライン＝ヴェストファーレン州、ラインラント＝プファルツ州、ヘッセン州、ザールラント州。
- 司令部　在ディーツ
- コブレンツ連邦軍病院
- 第21野戦病院連隊　在レンネロート
- 第22衛生連隊　在アーレン
- 専門医療センター（5箇所。アウグストドルフ、ボン、フリッツラー、イーダル＝オーバーシュタイン、ケルン＝ヴァーン）
- 衛生センター（16箇所。アーヘン、アーレン、コッヘム、ゲルマースハイム、ヘクスター、ケルペン、ケルン、ラーンシュタイン、メルツィッヒ、ミュンスター、レンネロート、ライネ、シュタットアレンドルフ、ツヴァイブリュッケン）
- プフングシュタット衛生資材補給整備センター

### 第3衛生司令部管区（東）

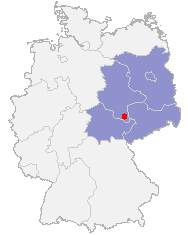
第3衛生司令部管区の管轄地域と司令部所在地

管轄連邦州はテューリンゲン州、ザクセン州、ザクセン＝アンハルト州、ブランデンブルク州、ベルリン特別市。
- 司令部　在ヴァイセンフェルス
- ベルリン連邦軍病院
- 第31野戦病院連隊　在ベルリン
- 第32衛生連隊　在ヴァイセンフェルス
- 専門医療センター（2箇所。エアフルト、ライプツィヒ）
- 衛生センター（11箇所。バート・フランケンハウゼン/キフホイザー、バート・ザルツンゲン、ベルリン、ブルク、ドレスデン、フランケンベルク/ザクセン、ハーフェルベルク、シュトラウスベルク、シェーネヴァルデ、シュヴィーロウゼー、ヴァイセンフェルス）
- ブランケンブルク (ハルツ)衛生資材補給整備センター

### 第4衛生司令部管区（南）

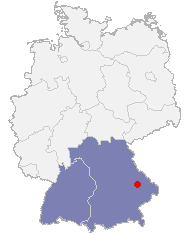
第4衛生司令部管区の管轄地域と司令部所在地

管轄連邦州はバイエルン州、バーデン＝ヴュルテンベルク州。
- 司令部　在ボーゲン
- ウルム連邦軍病院
- 第41野戦病院連隊　在ホルブ・アム・ネッカー
- 第42山岳衛生連隊　在ケンプテン
- 専門医療センター（5箇所。ハンメルブルク、ケンプテン、キュンマースブルック、ミュンヘン、ジクマリンゲン）
- 衛生センター（21箇所。アルテンシュタット、バート・ライヘンハル、ブルッフザール、エルヴァンゲン、フェルトキルヘン、フェルトキルヘン、ハルトハイム、カウフボイレン、ラウプハイム、ミッテンヴァルト、ミュルハイム (バーデン)、ノイビーベルク、ノイブルク・アン・デア・ドナウ、ノインブルク・フォルム・ヴァルト、ペンツィング、レーゲンスブルク、ロート、シュテッテン・アム・カルテン・マルクト、ウルム、ウンターマイティンゲン、ファイツヘーヒハイム）
- ジクマリンゲン衛生資材補給整備センター

### 即応部隊救護業務集団
- 即応部隊救護業務集団「オストフリースラント」の司令部はレーアに置かれている。